# Tölö landskommun
Tölö landskommun var en tidigare kommun i  Hallands län.

## Administrativ historik
När 1862 års kommunalförordningar började gälla inrättades över hela landet cirka 2 400 landskommuner, de flesta bestående av en socken. Därutöver fanns 89 städer och 8 köpingar, som då blev egna kommuner. Denna kommun bildades då i Tölö socken i Fjäre härad i Halland.
Vid kommunreformen 1952 bildade Tölö storkommun genom sammanläggning med den tidigare kommunen Älvsåker.
År 1969 gick hela området upp i Kungsbacka stad som 1971 ombildades till Kungsbacka kommun.
Kommunkoden 1952-1969 var 1332.

### Kyrklig tillhörighet
I kyrkligt hänseende tillhörde landskommunen Tölö församling. 1 januari 1952 tillkom Älvsåkers församling.

## Geografi
Tölö landskommun omfattade den 1 januari 1952 en areal av 112,50 km², varav 108,44 km² land.

### Tätorter i kommunen 1960
I Tölö landskommun fanns del av tätorten Kungsbackaa, som hade 319b invånare i kommunen den 1 november 1960. Tätortsgraden i kommunen var då 13,8 procent.

## Politik

### Mandatfördelning i valen 1938-1966
| 5 | 11 | 4 |

| 20 |

| 6 | 14 |

| 20 |

| 5 | 5 | 10 |

| 19 |

| 10 |  | 12 | 7 |

| 29 |

| 9 | 9 | 12 |

| 29 |

| 9 | 9 | 12 |

| 29 |

| 10 | 11 | 4 | 5 |

| 29 |

| 10 | 10 | 5 | 5 |

| 28 |